# Mühlengraben Rüningen
Der Mühlengraben Rüningen ist ein Seitenarm der Oker oberhalb des Rüninger Wehrs. Er mündet nach etwa 1.100 m hinter dem Gelände der Mühle Rüningen in den Fuhsekanal kurz vor dessen Zufluss zur Oker.

## Geographie

### Verlauf Mühlengraben
Der Mühlengraben Rüningen zweigt von der Oker oberhalb des Rüninger Wehrs nach Westen ab und nutzt bis hinter die Bahnstrecke Braunschweig–Bad Harzburg das alte Flussbett, wie es bis zur Regulierung in den 1960er Jahren verlief. Er trifft dort auf den von Westen heranfließenden Geitelder Graben, knickt scharf nach Norden ab und verläuft parallel zur Bahnstrecke bis etwa zur Berkenbuschstraße bei der Mühle Rüningen. Dort mäandert er parallel zur Straßenführung nach Nordwesten, nimmt von links den Graben Rüningen auf, unterquert die Straße und erreicht das Mühlengelände. Dort wird er teilweise unter der Bebauung geführt und erreicht das alte Flussbett der Oker. Er mündet in den von links bzw. Norden kommenden Ablauf des Fuhsekanals in die Oker.
In der offiziellen Kartierung und Beschreibung wird der oberste Abschnitt teilweise zum Geitelder Graben gerechnet. So ist in der amtlichen Karte die Fließrichtung nach Osten, also zur Oker hin, angegeben. Auch in der Kartierung durch die TU Braunschweig wird der Mühlengraben als Fortsetzung des Geitelder Grabens bezeichnet. Vermutlich hängt die Fließrichtung von der Einstauhöhe am Rüninger Wehr ab. Das Unterwasser am Wehr wird in den Karten mit 70,8 m ü. NHN angegeben, was der Mündungshöhe des Mühlengrabens entspricht und vermuten lässt, dass die Fließrichtung nach Westen verläuft. In der kartierten Länge der TU Braunschweig werden 1.087 Meter angegeben, mit dem Zulaufstück ergeben sich 1.152 Meter.

### Verlauf Graben Rüningen
Der Graben Rüningen ist ebenfalls ein Überbleibsel des alten Okerverlaufs am westlichen Rand des Rüninger Sportplatzes. Er tritt am nördlichen Rand an der bebauten Niederterrasse auf einer kartierten Länge von knap 200 Metern zutage. Er hat die typische Struktur eines schmalen Grabens und ist an beiden Ufern mit Faschinen befestigt. Er und der Mühlengraben verlaufen gegenüber der Mühle in einem Grünbereich mit Gehwegen, die die Bachläufe queren.

## Gewässerqualität
Die Wasserqualität des Graben Rüningen wird an zwei Punkten von der Stadtentwässerung Braunschweig überwacht, die wiederum das Institut für Geoökologie an der TU Braunschweig damit beauftragt hat. Beide  Gewässer wurden 2010 kartiert und hinsichtlich ihrer Strukturgüte beurteilt. Er wird regelmäßig beprobt. An der Probennahmestelle im Ortsbereich Rüningen nahe der Berkenbuschstraße ergab sich demnach 2011 noch die Note „III“, 2020 jedoch nur die Note „IV“.

## Galerie

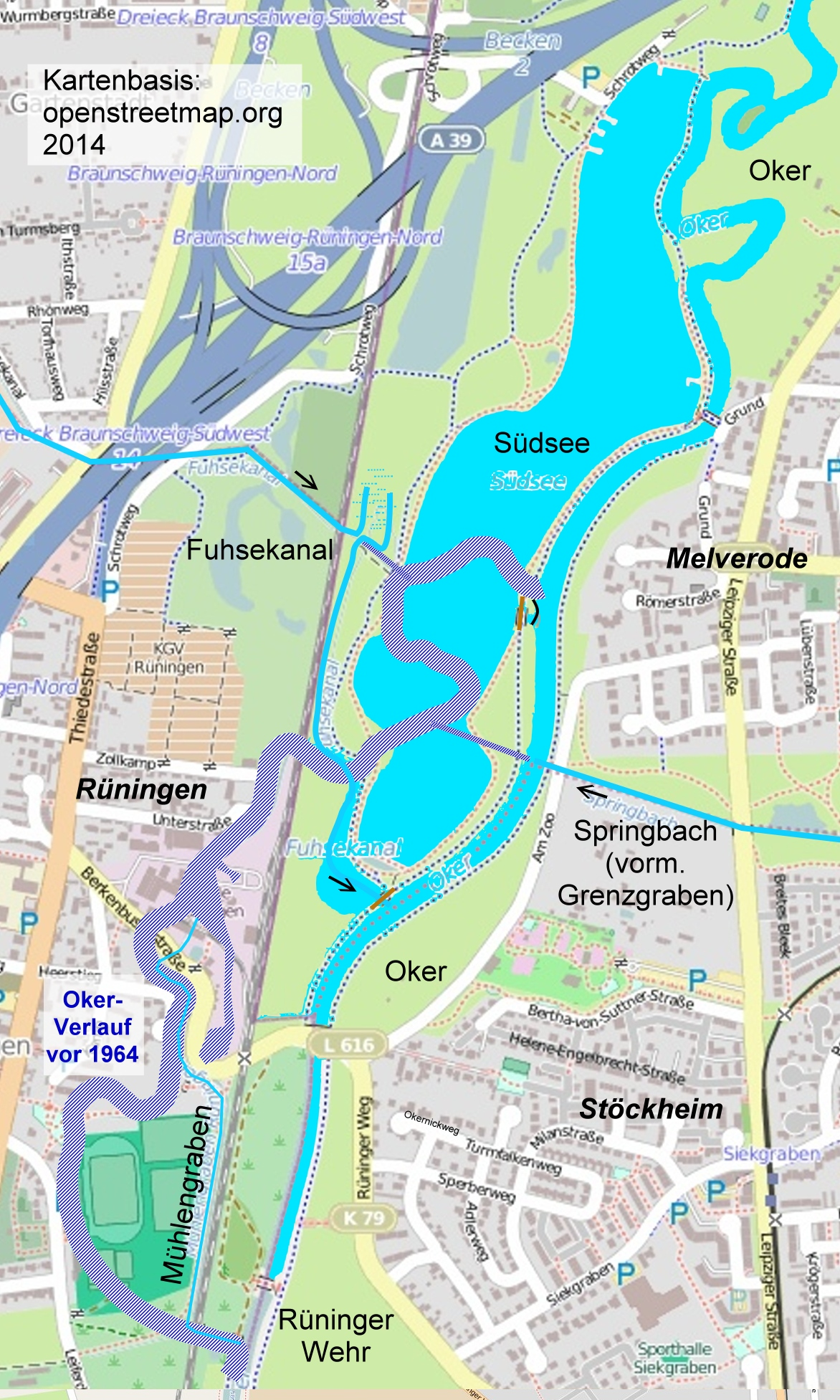
Historischer Verlauf der Oker bis zur Regulierung und dem Bau des Südsees
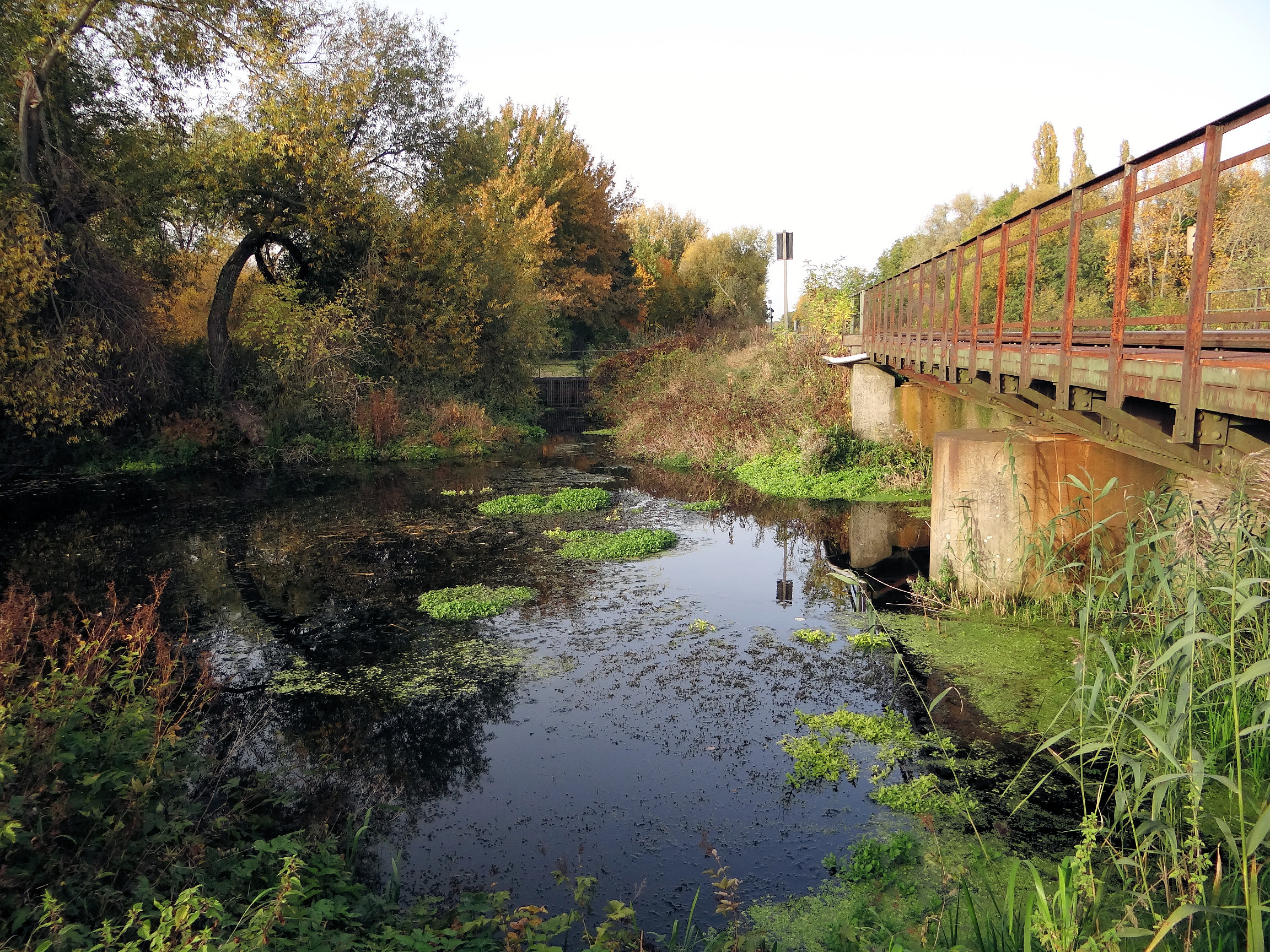
Die Eisenbahnbrücke überspannt den von rechts kommenden alten Okerlauf, der Geitelder Graben kommt von links, der Mühlengraben fließt nach hinten aus dem Bild.
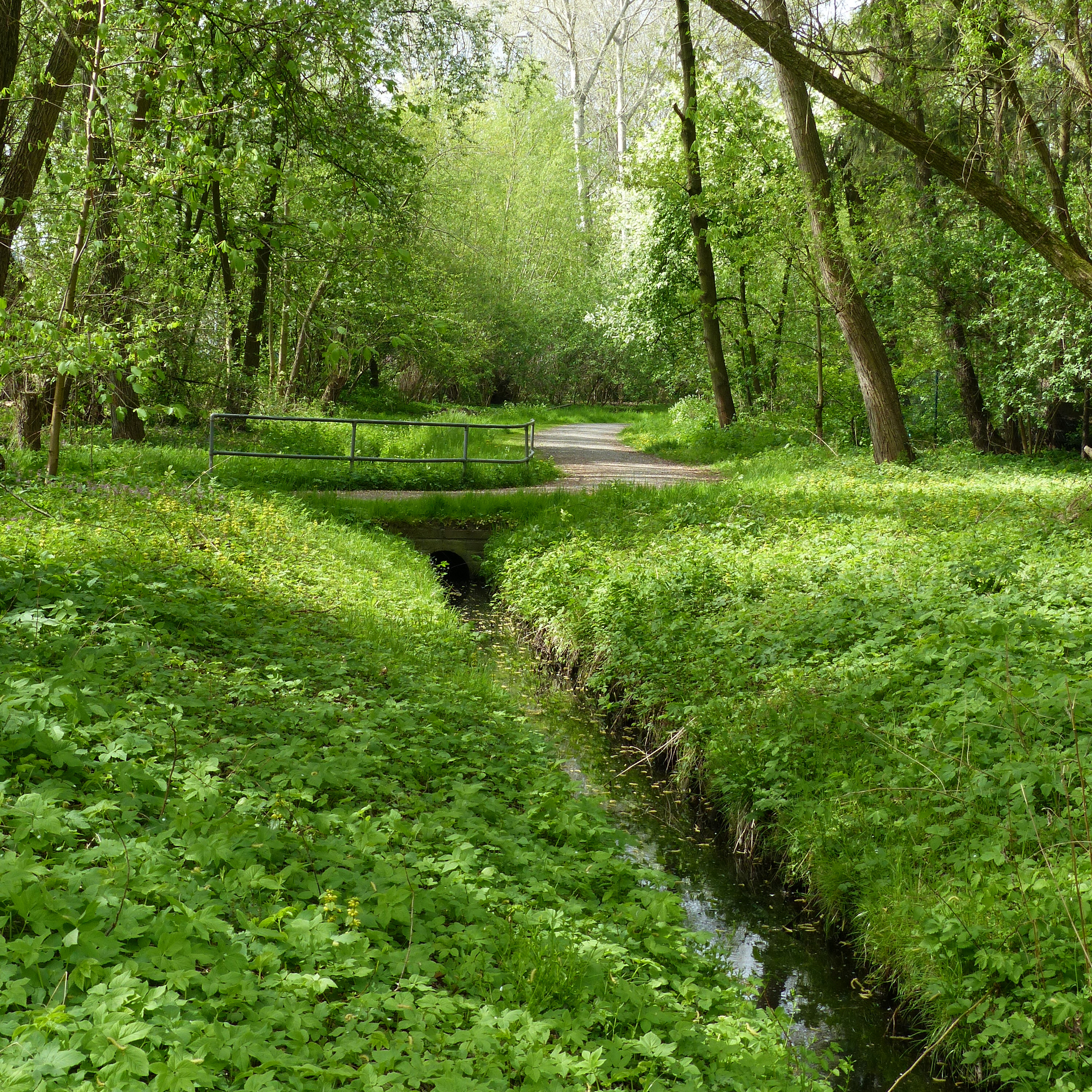
Graben Rüningen